# Референдумы в Швейцарии (2007)
Референдумы в Швейцарии проходили 11 марта и 17 июня 2007 года. В марте прошёл конституционный референдум по Статьям 117 и 197 Конституции относительно медицинского страхования, который объединил бы все существующие страховые компании в единую общественную с выплатой, основанной на доходе.  Предложение было отклонено 71% голосов.
В июне проводился референдум по поправке к закону об инвалидности, которая была одобрена 59% голосов избирателей.

## Результаты
| Месяц            | Вопрос                            | За        | За    | Против    | Против | Пустых/ недействительных бюллетеней | Пустых/ недействительных бюллетеней | Всего     | Зарегистри- рованных избирателей | Явка  | Кантоны за | Кантоны за | Кантоны против | Кантоны против |
| Месяц            | Вопрос                            | Голоса    | %     | Голоса    | %      | Пустые                              | Недейств.                           | Всего     | Зарегистри- рованных избирателей | Явка  | Полных     | Полу-      | Полных         | Полу-          |
| ---------------- | --------------------------------- | --------- | ----- | --------- | ------ | ----------------------------------- | ----------------------------------- | --------- | -------------------------------- | ----- | ---------- | ---------- | -------------- | -------------- |
| Март             | Конституционные поправки          | 641 917   | 28,76 | 1 590 213 | 71,24  | 16 993                              | 8 780                               | 2 257 903 | 4 914 140                        | 45,95 | 2          | 0          | 18             | 6              |
| Июнь             | Поправки к закону об инвалидности | 1 039 282 | 59,09 | 719 628   | 40,91  | 19 618                              | 5 970                               | 1 784 498 | 4 929 272                        | 36,20 |            |            |                |                |
| Источник: Nohlen |                                   |           |       |           |        |                                     |                                     |           |                                  |       |            |            |                |                |